# Gun Control Act
Der Gun Control Act of 1968 (deutsch: Schusswaffenkontrollgesetz von 1968) ist ein US-amerikanisches Bundesgesetz, welches Regelungen zum Waffenrecht in den USA trifft. Das Gesetz war ein Teil des Great Society Reformprogramms und ist eines der bedeutendsten Waffengesetze auf Bundesebene.

## Überblick

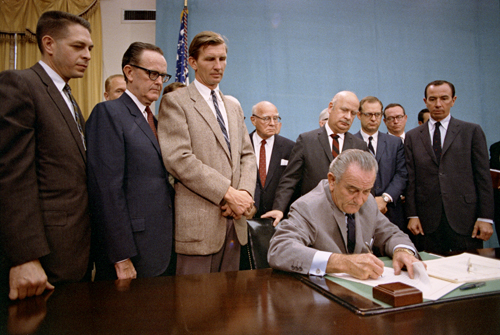
Unterzeichnung des Gun Control Acts am 22. Oktober 1968 durch Präsident Lyndon B. Johnson

Das Zustandekommen des Gesetzes wurde im Jahr 1968 insbesondere unter dem Eindruck der vorangegangenen Attentate auf den Bürgerrechtler Martin Luther King und den Senator Robert F. Kennedy vom US-Kongress verabschiedet. Hauptinitiatoren des Gesetzes waren der damalige amerikanische Präsident Lyndon B. Johnson, der den Gun Control Act am 22. Oktober 1968 unterzeichnete, sowie Senator Thomas J. Dodd.
Durch das Gesetz wurde unter anderem das Verschicken von Feuerwaffen per Post eingeschränkt sowie der Verkauf von Waffen an Schwerverbrecher gänzlich verboten. Die heutige Praxis des Lizenzierens von Waffenhändlern geht auf den Gun Control Act zurück. Gemäß diesem Gesetz dürfen Feuerwaffen in der Regel nur im Bundesstaat gekauft werden, in dem der Käufer seinen aktuellen Wohnsitz hat. Der Erwerb einer Waffe im Einzelhandel ist nur US-Bürgern und Einwanderern mit einer ständigen Aufenthaltserlaubnis (Green Card) gestattet. Der Privathandel über Bundesstaatsgrenzen wurde verboten, doch blieb der Privathandel zwischen Einwohnern desselben Bundesstaats auf Bundesebene ungeregelt, weil die US-Verfassung der Bundesregierung keine Macht erteilt, den Innenhandel eines Bundesstaates zu beschränken. Allerdings ist solcher Handel auf Staatsebene in 15 Bundesstaaten entweder beschränkt oder verboten. Einige Bundesstaaten haben jedoch eigene Gesetze verabschiedet, die das Waffenrecht im Allgemeinen noch strenger gestalten.

## Heutige Diskussion
Der Gun Control Act wird bis heute in der US-Öffentlichkeit thematisiert. Nachdem es im Jahre 2012 zum Amoklauf an der Sandy Hook Elementary School kam, mehren sich Stimmen in den USA, das Waffenrecht auf Bundesebene weiter zu verschärfen. Gefordert werden Identitätsprüfungen vor jedem Waffenkauf und das Verbot von halbautomatischen Waffen. Bislang konnte jedoch trotz des Drängens von Präsident Barack Obama auf Bundesebene kein neues Gesetz verabschiedet werden, da sowohl weite Teile der Republikanischen Partei als auch einige Demokraten gegen ein solches Vorhaben sind. Es haben jedoch einige Bundesstaaten nach dem Amoklauf schärfere Verordnungen umgesetzt. Bereits 1968 hatte sich der damalige Präsident Lyndon B. Johnson positiv zu Identitätsprüfungen bei Waffenkäufen geäußert und im Rahmen des Unterzeichnungsakts von der Notwendigkeit weiterer Maßnahmen gesprochen.